# Baila conmigo
Baila conmigo (lit. Dança comigo) é uma telenovela mexicana produzida por Luis de Llano Macedo para a Televisa e exibida pelo Canal de las Estrellas entre 30 de março e 14 de agosto de 1992. 
Foi protagonizada por Eduardo Capetillo e Bibi Gaytán e antagonizada por Paulina Rubio,  Rafael Rojas e Claudia Islas.

## Enredo
A historia está ambientada no fim da década de 1950 na era do nascimento do Rock and roll. A jovem e popular Pilar se apaixona pelo ambicioso Bruno, quem só busca uma aventura. Andrea, a melhor amiga dela, também se interessa por ele e decide conquistá-lo apesar de não ser tão atrativa como Pilar.
Bruno se sente mais atraído por Pilar, joga com ambas. Por outra parte, Eddy, um jovem aspirante a cantor, está apaixonado por Pilar, mas ao ver que ela se entrega -com enganos- a Bruno, se afasta. Quando Andrea oferece a Bruno a oportunidade de convertê-lo em um exitoso cantor -seu pai é proprietário una radiodifusora- ele deixa destroçada e humilhada a Pilar. Pilar se converte em noiva e prometida de Eddy, mas pouco antes do casamento, Bruno reaparece, separando a Pilar e fazendo-lhe crer a Eddy que vão fugir juntos. Dolorido pela segunda vez, Eddy já não quer saber nada mais do amor de sua vida.

## Elenco
- Eduardo Capetillo - Eddy
- Bibi Gaytán - Pilar
- Paulina Rubio - Andrea de la Reguera
- Rafael Rojas - Bruno Ventura
- Alexis Ayala - Tomás de la Reguera
- Joaquín Cordero - Germán de la Reguera
- Claudia Islas - Nelly Moll
- María Victoria - Refugio
- Stephanie Salas - Clara/Clarissa
- Andrea Legarreta - Rebeca
- Rodrigo Vidal - Samuel
- Sergio Jiménez - El Tubito
- Lorena Rojas - Rosario
- Alejandro Montoya - Gonzalo
- Margarita Isabel - Catalina
- Pedro Weber "Chatanuga" - Plácido
- Abraham Stavans - Jacobo
- Dacia González - Teresa
- Martha Ofelia Galindo - Lupe
- Marta Resnikoff - Sara
- Marta Aura
- Amparo Arozamena - Consuelo
- Héctor Gómez - Fidel
- Arturo Adonay - Jairo
- Gerardo Gallardo - Kiko
- Alejandro Treviño - Popotes
- Angélica Ruvalcaba - Mary Jean (#1)
- María Rebeca - Mary Jean (#2)
- Oscar Traven - Adolfo
- Mayra Rojas - Lety
- Clayson Palacios - Martínez

## Exibição
Foi reprisada pelo canal TLNovelas entre 08 de novembro de 1999 a 24 de março de 2000.

## Trilha Sonora
1. Baila Conmigo el Rock and Roll - Eduardo Capetillo, Bibi Gaytán, Paulina Rubio, Stephanie Salas e Gerardo Gallardo.
2. De Cachetito - Andrea Legarreta y Rodrigo Vidal.
3. Olvídame - Bibi Gaytán.
4. Mary Jean - Gerardo Gallardo.
5. Tonterías - Stephanie Salas.
6. El Primer Adiós - Bibi Gaytán.
7. Te Quiero Amar - Los Gatos Rockabilly.
8. Baila Conmigo - Eduardo Capetillo, Gerardo Gallardo, El Gato, Paulina Rubio, Bibi Gaytán, Rodrigo Vidal, Stephanie Salas e Angélica Ruvalcaba
9. Alguien Nos Quiere Juntos - Angélica Ruvalcaba.
10. Si Es Amor - Rodrigo Vidal.
11. Sueña y Baila Conmigo - Paulina Rubio.
12. Como La Vamos A Pasar - Los Gatos Rockabilly.

## Prêmios e indicações

### Prêmios TVyNovelas 1993
| Categoria                  | Nomeado(a)           | Resultado |
| -------------------------- | -------------------- | --------- |
| Melhor telenovela          | Luis de Llano Macedo | Nomeado   |
| Melhor vilão               | Rafael Rojas         | Nomeado   |
| Melhor primeiro ator       | Joaquín Cordero      | Nomeado   |
| Melhor atriz jovem         | Bibi Gaytán          | Nomeada   |
| Melhor ator jovem          | Eduardo Capetillo    | Nomeado   |
| Melhor ator jovem          | Rafael Rojas         | Nominado  |
| Melhor revelação feminina  | Paulina Rubio        | Nomeada   |
| Melhor revelação masculina | Alexis Ayala         | Nomeado   |
| Melhor revelação masculina | Gerardo Gallardo     | Nomeado   |
| Melhor direção de cenas    | Patty Juárez         | Ganhadora |